# 富山市立藤ノ木小学校
富山市立藤ノ木小学校（とやましりつ ふじのきしょうがっこう）は富山県富山市にある公立小学校。

## 沿革
個別に出典が提示されていない箇所の出典→。
- 1892年12月 - 藤木の円正寺に新庄町島村学校組合立藤木尋常小学校創立（単校）。
- 1895年7月 - 校舎新築（階下31坪、階上24坪、校地119坪）。
- 1909年4月 - 組合立から分離し、島村立藤木尋常小学校となる。
- 1914年8月 - 大洪水の為校舎、校地を大修理。
- 1923年4月 - 藤木農業補修学校併設、運動場拡張（500坪）。
- 1925年7月 - 島村青年訓練所併設。
- 1928年4月 - 校舎新築（階下102.65坪、階上79.8坪）。これを記念に校旗を樹立。
- 1938年4月 - 高等科を設置、藤木尋常高等小学校となる。
- 1940年8月 - 島村の富山市編入に伴い、富山市立藤木尋常高等小学校と改称。
- 1941年4月 - 富山市立藤木国民学校と改称。
- 1943年6月 - 屋外運動場拡張（1,271坪）。
- 1947年4月 - 高等科廃止し、富山市立藤木小学校と改称。
- 1951年3月 - 校舎増築（2教室52坪）。
- 1964年
  - 8月 - 新校舎（鉄筋2階建延べ369.16坪）竣工。
  - 10月 - 現校名に改称。
- 1966年6月 - 体育館（695.13m2）落成式。
- 1968年5月 - 校庭、図工、視聴覚室増築。
- 1969年12月 - 普通教室3教室増築（267.10m2）。
- 1971年
  - 3月 - 普通教室、理科室、渡り廊下、便所、昇降口増築（1,028.06m2）。
  - 5月 - 校地拡張（4,208m2）。
- 1972年7月 - プール竣工式。
- 1974年4月 - 普通教室3教室増築。
- 1976年7月 - 普通教室9教室増築（1,263.24m2）。
- 1978年3月 - 給食室増築（191m2）、校地拡張（4,242m2）。

## 通学区域
朝日、荏原新町、大江干、大江干新町、大島一丁目～四丁目、大島新町、金代、栄新町、新金代一丁目～二丁目、中間島一丁目～二丁目、富岡町、日俣、開、藤代町、藤木、藤木県営住宅、藤木新町、藤の木園町、藤の木台一丁目～三丁目、藤木中町、藤の木緑台、藤見町、町新、 向新庄町三丁目（7番 22号旧:日俣のみ）

## 進学先
- 富山市立藤ノ木中学校